# Cmentarz wojenny nr 80 – Sękowa
Cmentarz wojenny nr 80 – Sękowa – cmentarz z I wojny światowej znajdujący się we wschodniej części wsi Sękowa w powiecie gorlickim, w gminie Sękowa, zaprojektowany przez Hansa Mayra. Jeden z ponad 400 zachodniogalicyjskich cmentarzy wojennych zbudowanych przez Oddział Grobów Wojennych C. i K. Komendantury Wojskowej w Krakowie. Należy do III Okręgu Cmentarnego Gorlice.

## Opis
Cmentarz ma kształt litery T i powierzchnię 2244 m². Otoczony jest z 4 stron ogrodzeniem z kamienia. W centralnej części cmentarza znajduje się betonowy krzyż otoczony dwoma biegami schodów, za którymi znajduje się betonowa konstrukcji kratowa w kształcie pergoli. Schody wiodą do najwyższej części cmentarza, gdzie planowana była budowa kilkupiętrowej świątyni.
Groby są oznaczone nagrobkami w dwóch formach. Jeden stanowi żeliwny krzyż z inskrypcją 1915, drugim betonowe stele z żeliwnymi tablicami z wykazem pochowanych żołnierzy.
Na cmentarzu pochowano 1206 żołnierzy w 23 grobach pojedynczych oraz 85 mogiłach zbiorowych poległych marcu i maju 1915:
- 468 obywateli Austro-Węgier m.in. z IR 18, IR 28, IR 35, IR 36, IR 56, IR 100, IR 98, 1 Tyrolskiego Pułku Strzelców Cesarskich (T.K.J.R. 1), 3 Tyrolskiego Pułku Strzelców Cesarskich (T.K.J.R. 3), 4 Tyrolskiego Pułku Strzelców Cesarskich (T.K.J.R. 4);
- 378 żołnierzy niemieckich m.in. z PREUSS. INF. RGT. 46;
- 360 żołnierzy rosyjskich.

## Galeria

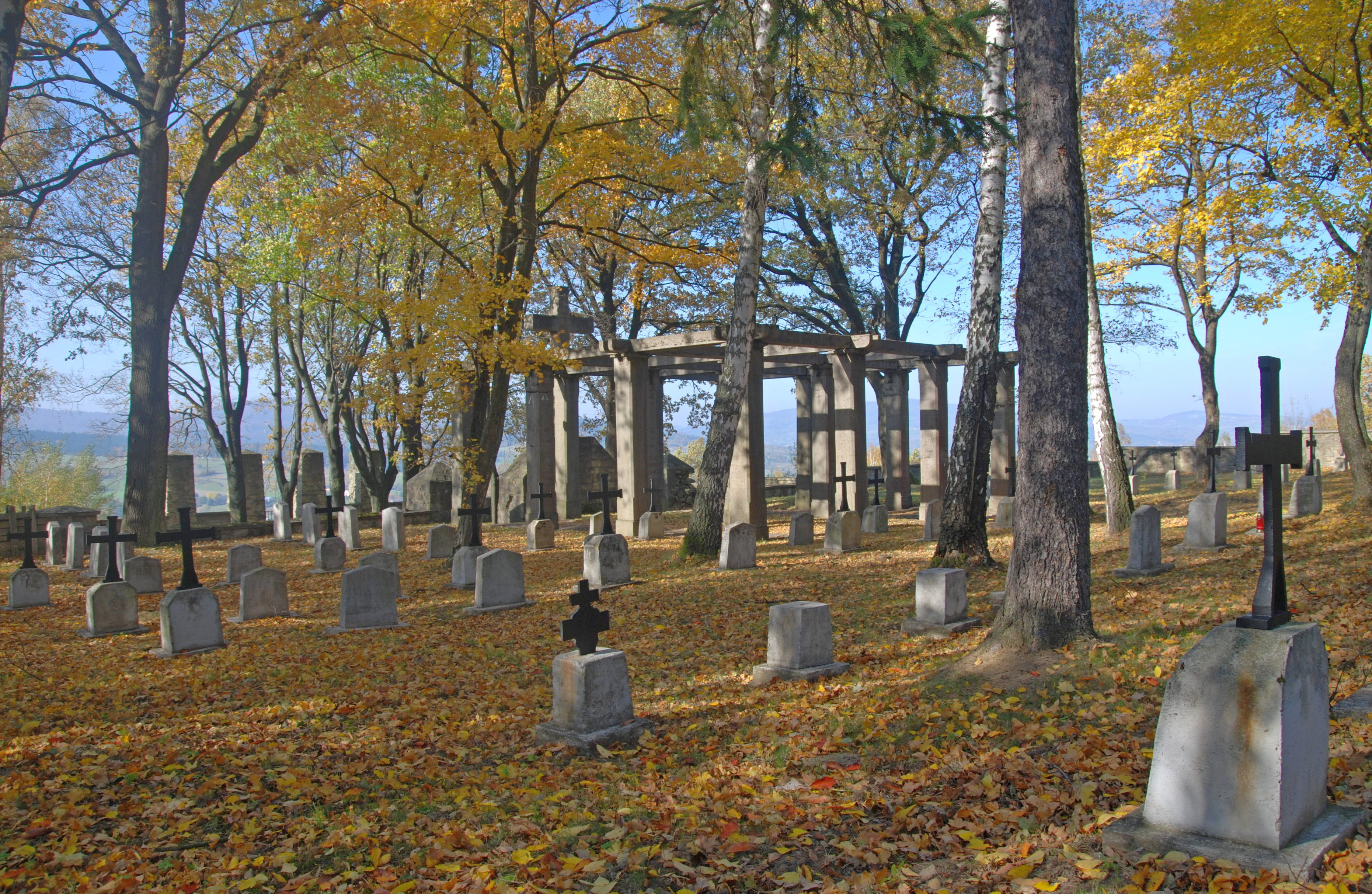
Widok ogólny
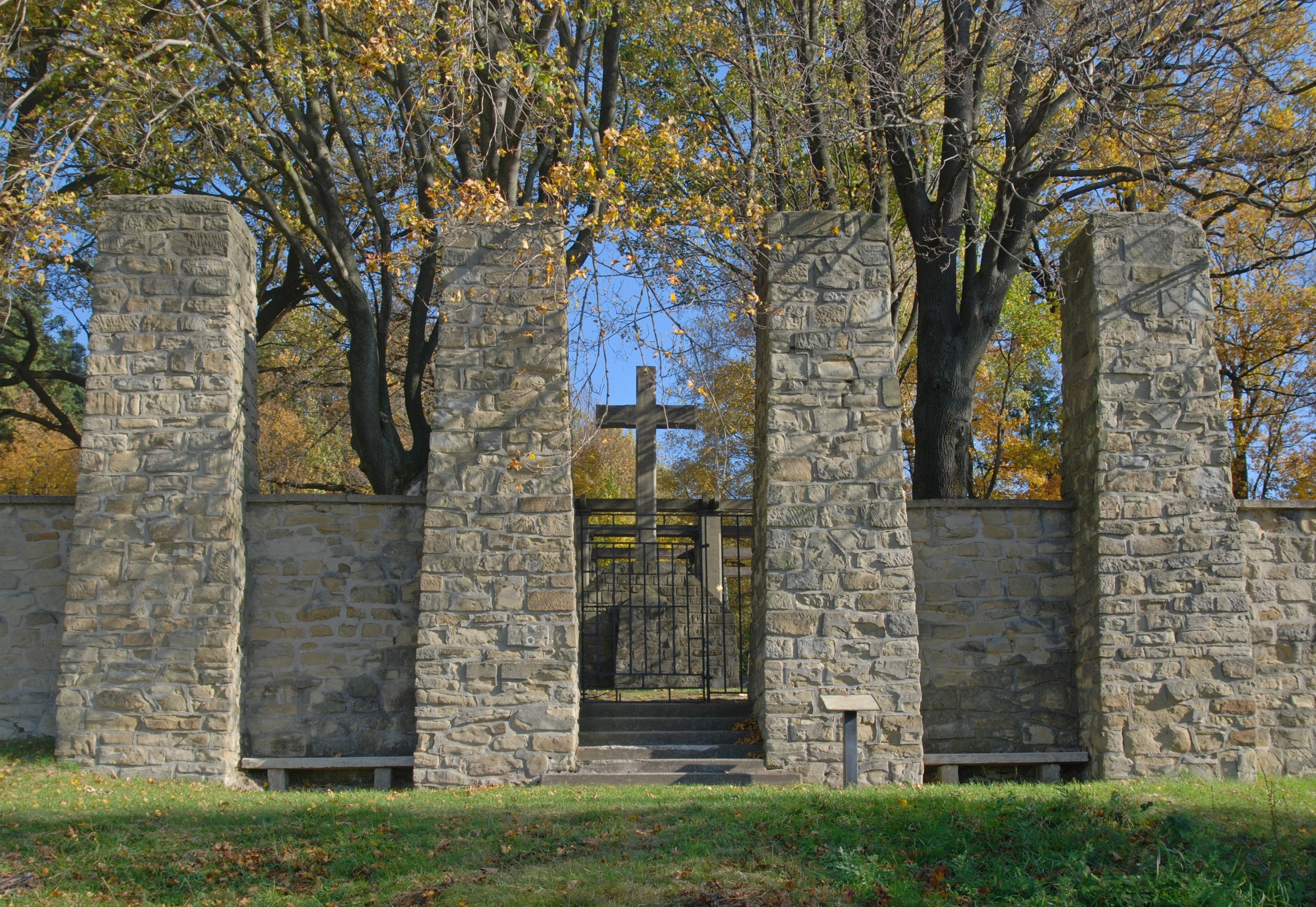
Brama wejściowa
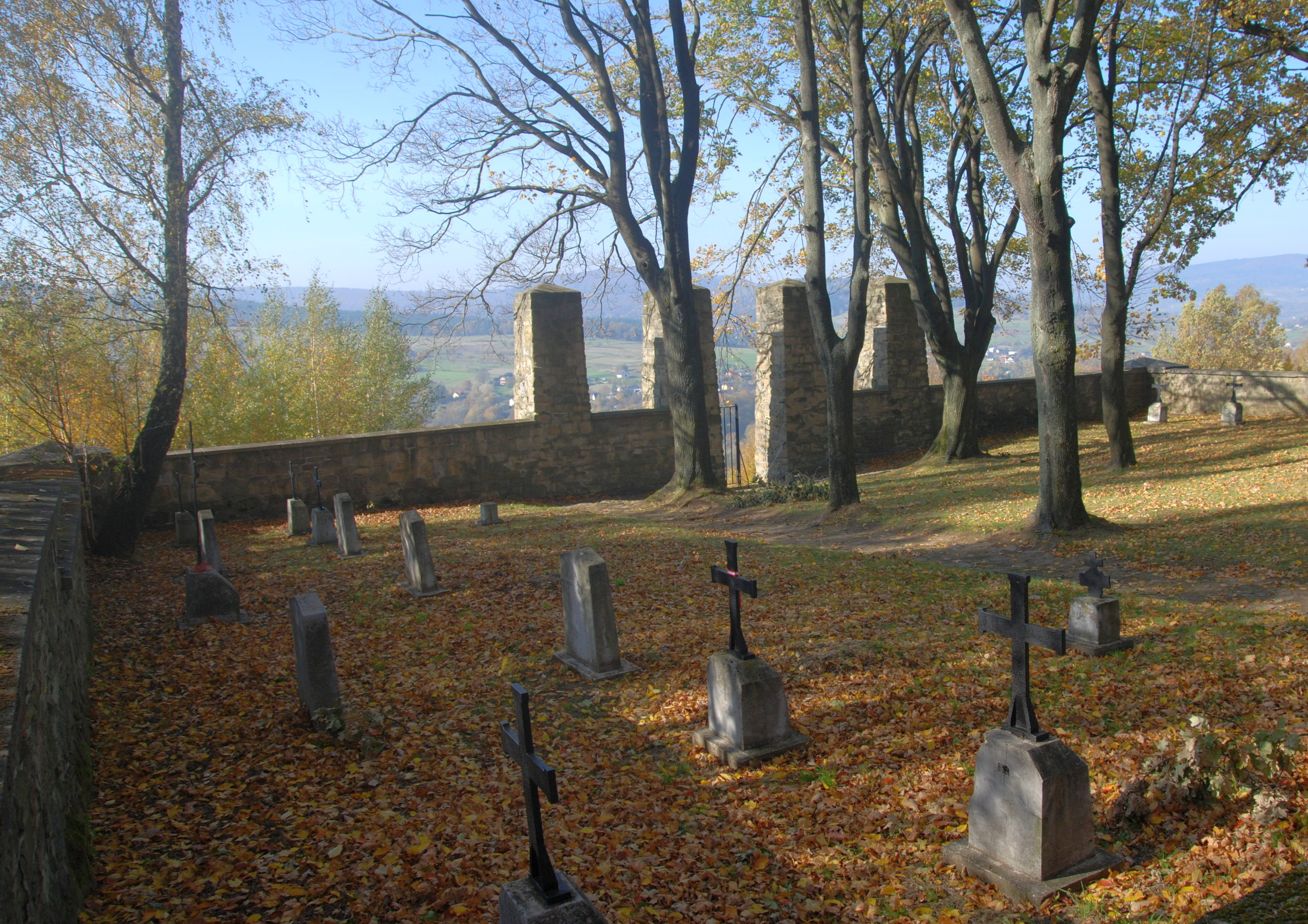
Fragment cmentarza
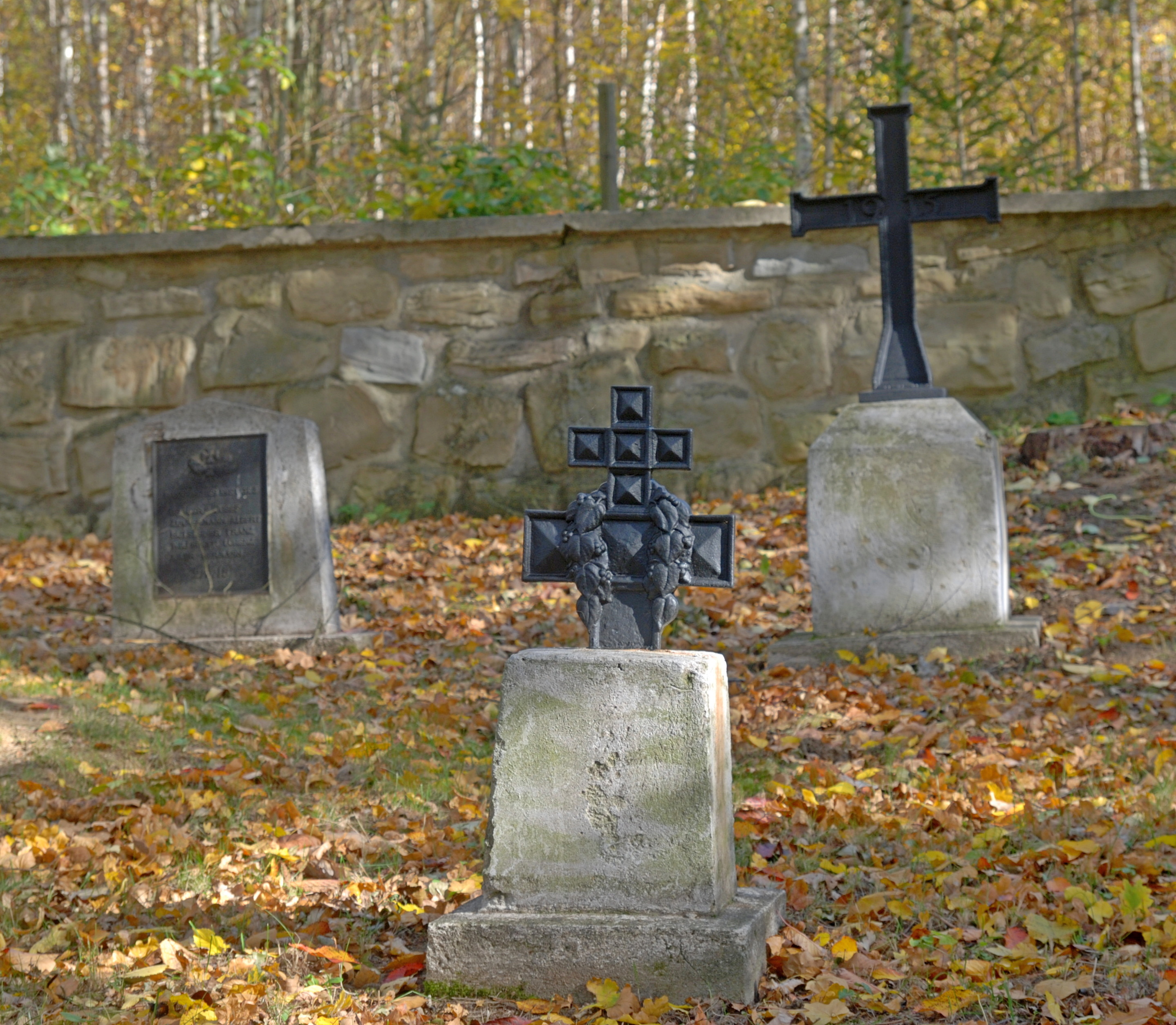
Mały krzyż rosyjski, stela, krzyż Mayra
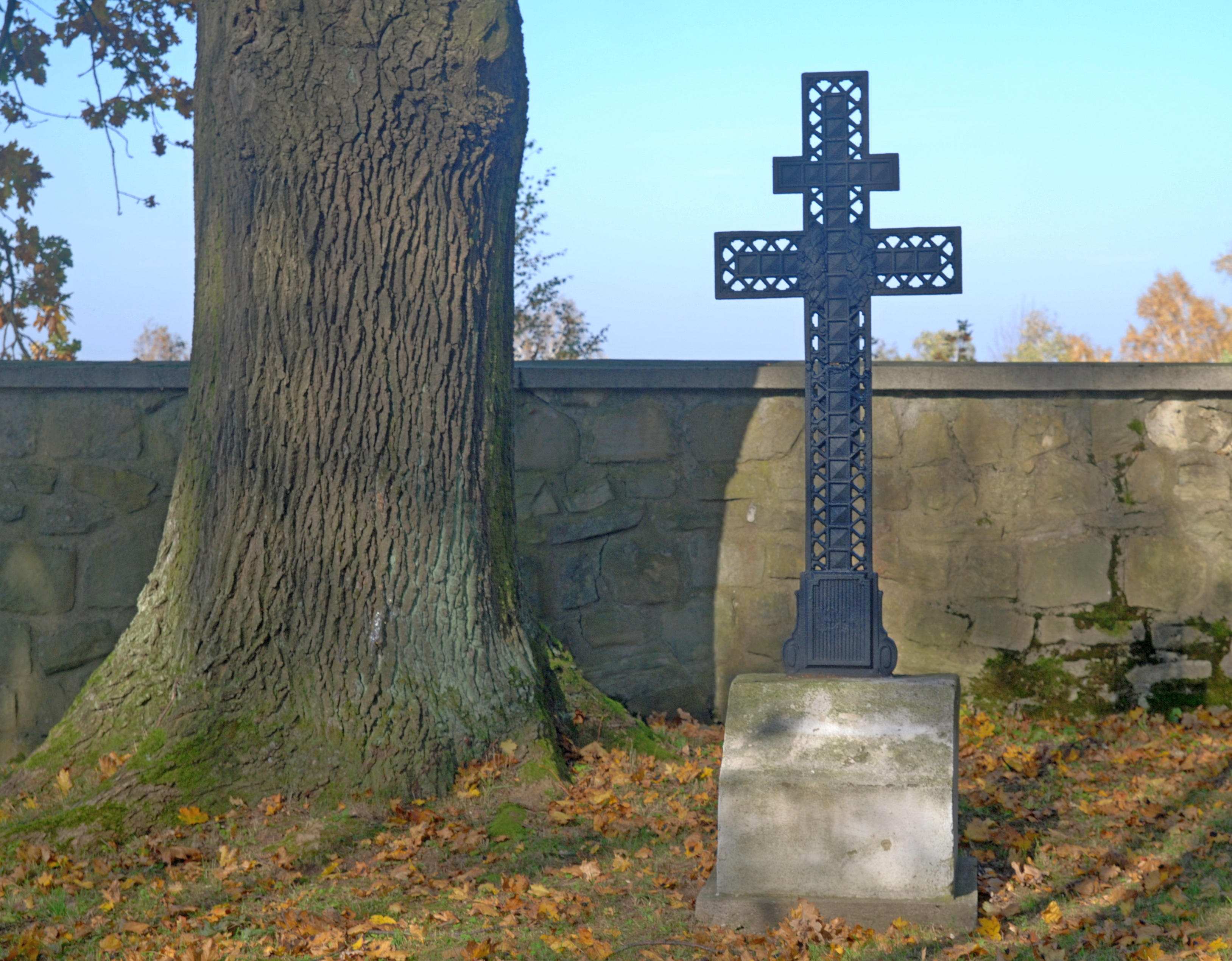
Rosyjski krzyż Ludwiga na mogile zbiorowej
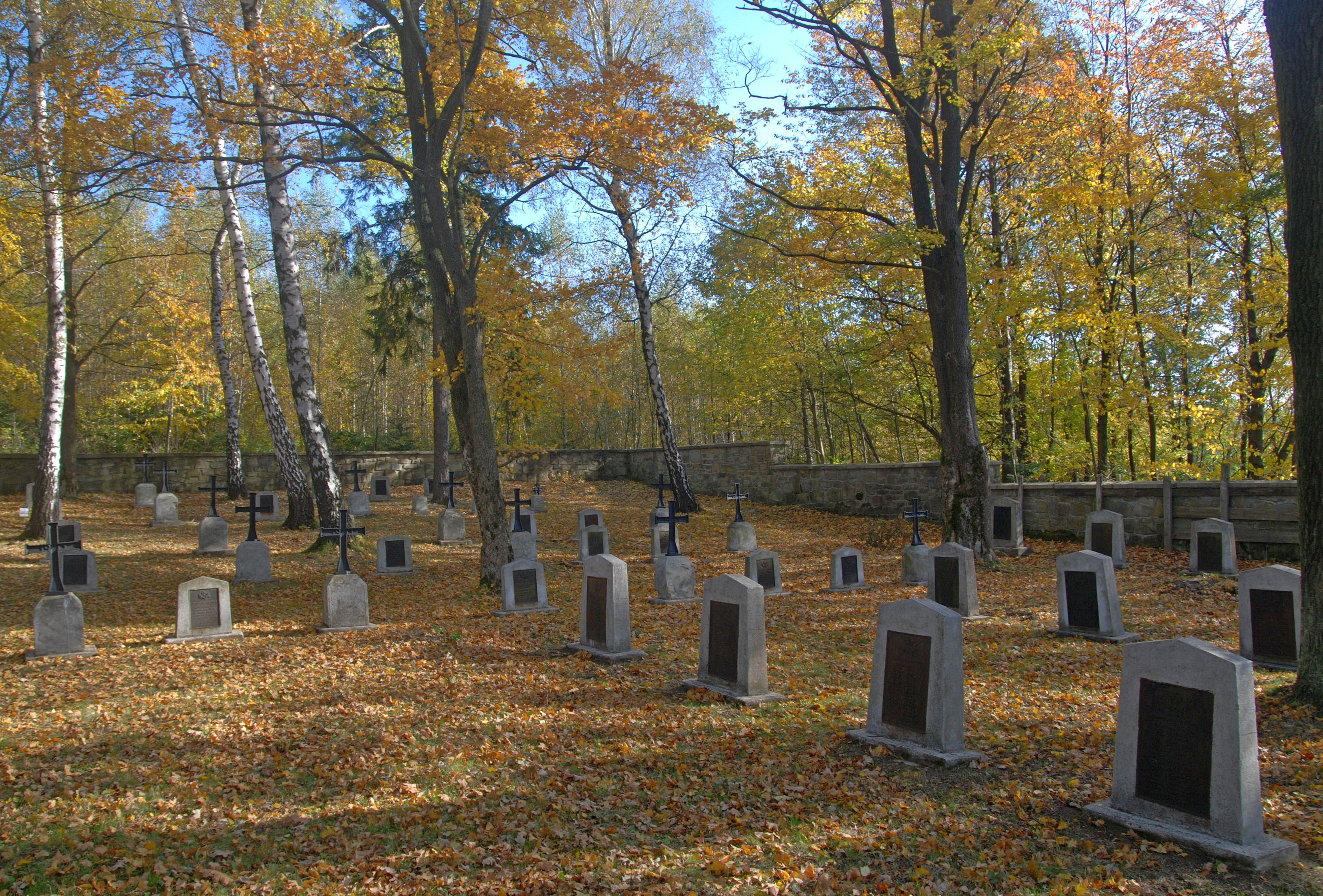
Fragment cmentarza